# Hugo Metsers (1968)
Hugo Hector Hans Guido Gerson Metsers (Amsterdam, 12 september 1968) is een Nederlands acteur en regisseur. Hij wordt ter onderscheiding van zijn vader soms aangeduid als Hugo Metsers III of Hugo Metsers jr.

## Biografie
Metsers werd geboren als zoon van de acteur Hugo Metsers en de actrice Maartje Seyferth. Het slechte huwelijk van zijn ouders leidde in 1972 tot een echtscheiding. Zijn vader hertrouwde met de actrice Pleuni Touw. Metsers bleef bij zijn moeder wonen.
Zijn grote doorbraak bij een breed publiek kwam door de televisieserie Diamant waarin hij Boris van Tellingen speelde, de luie zoon van een diamantair die een incestueuze relatie heeft met zijn zusje. Daarna speelde hij in veel andere series, films en toneelstukken, waarvan vooral zijn rol van Marcus Sanders in de serie Goede tijden, slechte tijden en John van Kooijk in Band of Brothers opvielen. In 2007 was hij te zien in de Nickelodeon serie Het Huis Anubis als geschiedenisleraar Wolf Rensen en als schurk Raven van Prijze.
In 2005 richtte Metsers 'faaam' op, de eerste Nederlandse opleiding voor filmacteren, later omgedoopt tot de 'opleiding Filmacteur', met als doel het Nederlandse filmacteren te professionaliseren, faaam is gevestigd in het Mediacollege Amsterdam, locatie Contactweg.
Metsers regisseerde vele commercials, bedrijfsfilmpjes, documentaires en werkt aan zijn debuut als speelfilmregisseur. Hij was een van de deelnemers aan het eerste seizoen van de remake van het televisieprogramma Fort Boyard in 2011. Hij was tevens kandidaat bij het programma De schat van de Oranje.

## Filmografie
- Diamant (1993-1994) Televisieserie - Boris van Tellingen
- Vrouwenvleugel (1993), als Tim Verbeek (afl. 11 en 18)
- Zusje (1995), als Martijn (Stem)
- JuJu (1996), als Bert
- Baantjer (1996), als Jim Kuijper (afl. De Cock en de moord in de peepshow)
- Naar de klote! (1996), als JP
- Goede tijden, slechte tijden (1996), als Mike
- Wittekerke (1996-1997), als Joe Valentyn (afl. 196 tot 234)
- Heterdaad (1997), als Alain Cockx (afl. 32)
- Popje (1998), als Lemmy Getthon
- Siberia (1998), als Hugo
- Band of Brothers (2001), als John van Kooijk (afl. 4)
- Goede tijden, slechte tijden (2001-2003, 2016-2017), als Marcus Sanders (331 Afl)
- Kliko's Revenge (2002), als Leraar Duits
- Spirit: Stallion of the Cimarron (2002), als Little Creek / Kleine Kreek (Nasynchronisatie)
- Egofixe (2003), als Erik de Wolf
- Gay (2004), als Max
- Aspe (2004), als Moordenaar
- Castingx (2005), als Fish
- Lulu (2005), als Alec Mortier
- Spoorloos Verdwenen (2006), als Ramon Heerschop
- Zwartboek (2006), als Stoter
- Het Huis Anubis (2007-2008), als Wolf Rensen / Raven Van Prijze
- Privacy Matters (2008), als zichzelf
- Zeg 'ns Aaa (2009), als Joop
- Het Sprookje van Joris en de Draak (2009), als Raadsheer
- Vlees (2010), als Jan
- De Troon (2011), als Van Limburg Stirum
- Flikken Maastricht (2012), als Evert Smeenk
- Love4ever (2013), als Vader Izzy Love
- Moordvrouw (2016), als Thomas ten Holt
- Jezus van de Javastraat (2016), als Theofiel Loman